# Слов'янка (Волноваський район)
Слов'я́нка — село Великоновосілківської селищної громада Волноваського району Донецької області в Україні.

## Загальні відомості
Відстань до центру громади становить близько 42 км і проходить переважно автошляхом Т 0518.
Землі села межують із територією с. Зоря та Українка Покровського району Донецької області.
Єдина вулиця села — Слов'янська — раніше називалась вулиця Кірова.

## Населення
За даними перепису 2001 року населення села становило 67 осіб, із них 98,51 % зазначили рідною мову українську та 1,49 % — російську.